# Ликів (хутір)
Ликів (рос. Лыков) — хутір в Обоянському районі Курської області Російської Федерації.
Населення становить 0 осіб. Входить до складу муніципального утворення Рибино-Будська сільрада.

## Історія
Населений пункт розташований на території українського етнічного та культурного краю Східна Слобожанщина.
Від 2004 року входить до складу муніципального утворення Рибино-Будська сільрада.

## Населення
| 2002 | 2010 |
| ---- | ---- |
| 0    | →0   |